# Jesper Christiansen
Jesper Ringsborg Christiansen (Roskilde, Dinamarca, 24 de abril de 1978) es un exfutbolista danés, se desempeñaba como guardameta y su último equipo fue el Akademisk Boldklub de Dinamarca.

## Clubes
| Club           | País      | Año         |
| -------------- | --------- | ----------- |
| FC Roskilde    | Dinamarca | 1997 - 1998 |
| Ølstykke FC    | Dinamarca | 1998        |
| Odense BK      | Dinamarca | 1999 - 2000 |
| Rangers FC     | Escocia   | 2000 - 2002 |
| Vejle Boldklub | Dinamarca | 2002        |
| VfL Wolfsburg  | Alemania  | 2002 - 2003 |
| Viborg FF      | Dinamarca | 2004 - 2005 |
| FC Copenhague  | Dinamarca | 2005 - 2010 |
| IF Elfsborg    | Suecia    | 2010 -2012  |
| Odense BK      | Dinamarca | 2012-2014   |
| Vendsyssel FF  | Dinamarca | 2016 - 2017 |
| Akademisk BK   | Dinamarca | 2017 - 2018 |

## Palmarés
FC Copenhague
- Superliga danesa: 2005-06, 2006-07, 2008-09, 2009-10
- Copa de Dinamarca: 2009